# Mario Ančić
Mario Ančić (født 30. marts 1984 i Split) er en kroatisk tennisspiller, der blev professionel i 2001. Han har igennem sin karriere vundet tre single- og fem doubletitler, og hans højeste placering på ATP's verdensrangliste er en 7. plads, som han opnåede i juli 2006.

## OL
Ved OL 2000 i Sydney deltog han sammen med Goran Ivanišević i herredouble, men parret blev besejret i første runde.
Ved OL 2004 i Athen deltog han både i single og i double. I single blev han besejret i første runde af tyske Tommy Haas, mens han sammen med Ivan Ljubičić i herredouble nåede til semifinalen, hvor parret tabte til chilenerne Fernando González og Nicolás Massú, der senere vandt finalen over tyskerne Nicolas Kiefer og Rainer Schüttler, mens Ančić og Ljubičić sikrede sig bronzemedaljen ved at besejre inderne Mahesh Bhupathi og Leander Paes.

## Grand Slam
Ančić' bedste Grand Slam-resultat i singlerækkerne kom ved Wimbledon i 2004. Her nåede han frem til semifinalen.